# Pauline Fairfax-Potter, Baroness de Rothschild
Pauline Fairfax-Potter, Baroness de Rothschild (* 31. Dezember 1908 in Passy bei Paris; † 8. März 1976 in Santa Barbara, Kalifornien) war eine US-amerikanische Modeikone, Designerin, Schriftstellerin und Grande Dame.

## Herkunft und Kindheit
Pauline wurde in der Rue Octave Feuillet Nr. 10 in Passy, einem Vorort von Paris, geboren. Sie war die Tochter von Francis Hunter Potter, einem Playboy und Enkel des episkopalen Bischofs von Pennsylvania, Alonzo Potter. Ihre Mutter war Gwendolen Playford Cary, eine Großnichte des dritten Präsidenten der Vereinigten Staaten von Amerika, Thomas Jefferson, und eine Ur-Enkelin des Dichters Francis Scott Key. Pauline wuchs durch die Scheidung ihrer Eltern und deren spätere Verbindungen in New York, Paris, Biarritz und Baltimore auf. Ihre Ausbildung erhielt sie an mehreren Privatschulen und durch Privatlehrer.

## Erste Heirat
Im Jahre 1930 heiratete Pauline Potter in Baltimore den Kunsthistoriker Charles Carroll Fulton Leser (1900–1949), Enkel des Verlegers der The Baltimore Sun. Ihr Mann war ein Alkoholiker und hatte homosexuelle Beziehungen. Nachdem sie 1934 auf die spanische Insel Mallorca gezogen waren, trennte sie sich von ihrem Ehemann. Die Scheidung wurde 1939 ausgesprochen und sie nahm ihren früheren Namen wieder an.

## Romanzen
Nach ihrer Scheidung ging sie zahlreiche Beziehungen ein, unter anderem mit dem belgischen Premierminister Paul-Henri Spaak (1899–1972), dem US-amerikanischen Filmregisseur  und Schauspieler John Huston (1906–1987), dem US-Diplomaten Elim O’Shaughnessy, dem französischen Gartenarchitekten André Levesque de Vilmorin, dem russischen Großfürsten Dmitri Pawlowitsch Romanow (1891–1942) und dem Theaterproduzenten Jed Harris (1900–1979). Über mehrere Jahre war sie auch die Geliebte von Isabelle Kemp, einer in New York lebenden verheirateten Millionenerbin.

## Berufliche Karriere
In den frühen 1930er Jahren arbeitete Pauline als persönliche Einkäuferin in New York für die High Society. 1934 eröffnete sie zusammen mit ihrem ersten Ehemann auf Mallorca mehrere Modegeschäfte. Nebenbei arbeitete Pauline auch für die Modeschöpferin Elsa Schiaparelli (1890–1973) in London und Paris; durch deren Kreationen war sie häufig in den Gesellschaftsspalten zu sehen. Zusammen mit ihrer Freundin Louise Macy, der ehemaligen Herausgeberin des Modemagazins Harper’s Bazaar eröffnete sie in den frühen 1940er Jahren das Modehaus Macy-Potter in New York. Das Unternehmen ging in Konkurs, als Macys Liebhaber, der Millionär John Hay Whitney (1905–1982), die Finanzierung einstellte. Trotz dieses Fiaskos eröffnete sie ein neues Modegeschäft, in dem sie die Kollektionen der Modeschöpfer Hattie Carnegie und Jean Louis vertrieb. Zu ihren Kundinnen gehörten die Herzogin von Windsor, die Millionenerbin Thelma Chrysler Foy sowie die Schauspielerinnen Gertrude Lawrence und Ina Claire. 1944 entwarf sie die Kostüme für John Hustons Broadwayproduktion von Sartres Geschlossene Gesellschaft. Das Kleid, das sie für die Schauspielerin Annabella entwarf, ist heute im Museum of the City of New York zu sehen.

## Zweite Heirat
Im Jahre 1954 heiratete Pauline in Paris den Weinpionier Baron Philippe de Rothschild (1902–1988). Die Ehe blieb kinderlos. Zusammen mit ihrer Stieftochter Philippine de Rothschild-Sereys (* 1935) arbeitete sie am Bekanntheitsgrad des Weinunternehmens. Dank der kreativen Energie und dem Talent der Baronin Pauline de Rothschild, wandelte sich das Château Mouton-Rothschild – der außergewöhnliche Geschmack, der Sinn für Kultur, der Charme und die Gastgeber-Qualitäten der Baronin übertrugen sich auf das Weingut. Anfang der 1960er Jahre schrieb sie mehrere Artikel für die Modezeitschriften Harper’s Bazaar und Vogue. Das von der Baronin Pauline und ihrer Cousine Diana Vreeland (1906–1989), Herausgeberin der Vogue, im Jahr 1962 gegründete Museum des Weines in der Kunst zeigt eine beeindruckende Sammlung von Wandteppichen, Karaffen, Gläsern und Bildern in Zusammenhang mit dem Wein sowie die von Pablo Picasso, Jean Cocteau und anderen seit 1945 kreierten Etiketten. Das Museum ist heute ein Touristenmagnet.

## Tod und Beerdigung
Anfang der 1970er Jahre stellten Ärzte bei ihr Brustkrebs, Herzinsuffizienz und Marfan-Syndrom fest. Pauline de Rothschild starb am 8. März 1976 durch einen Herzinfarkt in der Lobby des Biltmore Hotel in Santa Barbara, Kalifornien. Ihr Leichnam wurde auf Château Mouton-Rothschild, neben ihrem Ehemann, bestattet.

## Ehrungen
- 1965 Chevalier der Légion d'Honneur